# オートマグ
オートマグ（英：Auto Mag）は、1969年に発表、ハリー・サンフォードにより設計され、1970年からオートマグ・コーポレーションによって一般発売された世界初のマグナム弾を使用する自動拳銃である。後継機種として発売されたオートマグシリーズと区別する意味で「.44オートマグ」とも呼ばれる。

## 特徴
回転式拳銃にマグナム弾薬が使用される製品ができた事に対し、オートマグ・コーポレーションは、当時の新技術だったステンレス鋼を使用する事でマグナム弾の使用に耐え、メンテナンスもしやすくなる事を目指した。
ボルトの閉鎖機構には、自動小銃で用いるような「ターン・ボルト・ロッキング・システム」を採り入れ、閉鎖不良を回避するためのボルトアクセロレータも取り付けられている。ステンレスモデルのみの発売であり、大型のレシーバー一体型銃身は上部にリブが設けられ、大型のクーリングホールが開けられている。使用実包は.44AMP（.44 Auto Mag Pistol）。
自動拳銃の利点である装弾数や反動軽減、発射ガスの利用効率の良さなどから、当時世界最強の拳銃とされていたS&W M29を超えるとの期待もあって、先行予約では8,000丁の受注があったとされる。
しかし、後述のさまざまな欠点により「オートジャム（作動不良）」という蔑称が生まれ、商業的には失敗し、AM社は1年余りで倒産した。その後もメーカーが売却や合併を繰り返したため、刻印が「AM」、「TDE」、「HIGH-STANDARD」、「AMT」（AMTが少数販売したカスタム用レシーバーは「Auto-mag Corporation」を表すAMC刻印）などに変化しながら製造販売され、1983年に生産中止となった。
1998年-2000年にかけて、亡くなった設計者の追悼の意味も込めてオリジナル刻印復刻レシーバーの限定販売が行われたが、マネジメントを担当したAMT-Galena社が倒産、70丁前後の出荷で終わっている。

### 欠点
- レシーバー、チャンバー内の汚れにより閉鎖不良を起こすため、頻繁な手入れを必要とした。
- ステンレス鋼の加工技術が未熟だったため、内部の細かな仕上げミスも動作不良の原因となった。
- ステンレス鋼に合う潤滑油が流通していなかったため、動作不良を招いた。
- リムレスの.44AMP弾専用であるが、この弾丸の供給が遅れたため、.308winの薬莢を切り詰めて使用するという自作の弾が使われ、動作不良の原因となった。また、後に販売された弾丸もメーカーごとに品質に差があり、これも動作不良を起こす原因となった。
- 発射時の銃身の跳ね上がりが大きく、銃の握り具合によっては閉鎖不良を起こした。
- ボルトを動かすのに銃後部のコッキングピースを使うしかなく、握って引く事ができないのに加え、コッキングスプリングのレートが高いため、強い力を必要とした。
- 装弾数は7発となっているが、7発目で弾倉が底付きする寸前になるため、7発入れると弾倉を傷める。

### オートマグのその後
2015年にサウス・カロライナ州にて設立されたAutomag LTD. Corp.社はハリー・サンフォードの遺族より資材、商標を買い取り、現代のより発達した技術で再設計を行い、それまでの欠点を克服したクオリティーの高い銃として復活、発売した。
変更点としてはマガジンの不良を防ぐため、マガジンリップの弾薬を保持する部分が僅かに高くなり、マガジンフォロアーも厚みを増している。更にオートマグ開発当時にはなかった加工精度の高いCNC加工技術を用いている。
表面仕上げはサンド、ハイポリッシュ、セラコート仕上げが存在し、口径は通常の.44AMP弾に加え、.44マグナム弾、.45Winchester Magnum弾、.22LR弾を使用するモデルが存在。

## バリエーション
180
.44口径のスタンダードタイプ。
160
.357口径のもの。俗に.357オートマグと呼ばれる。.357AMP弾が.44AMP弾をプレスして製作するしかなかったため、流通量は180よりも遙かに少ない。
280
AMT社が俳優クリント・イーストウッドに贈呈した銃身長8.5インチリブ付き銃身の特別モデル。通常モデルではAxxxxxxとなっているシリアルナンバーには「CLINT-1（クリントワン）」の刻印があり、これが通り名になっている。公式に生産されたのはこの一挺のみだが、試作品がアメリカ在住の日本人の手に渡っている。『ダーティハリー4』において、クリント・イーストウッド演じる主人公のハリー・キャラハンが使用した物は、撮影用の模擬銃であるCLINT-2。
ほぼオーダーメイド品に近かったため、大量の純正カスタムガンが市場に流れている。口径は.357AMP、.44AMPのほか、.41JMP、.30AMP、.25LMP、.22LMPの6種類。銃身長はリブドバレルが6.5インチ、8.5インチ（CLINT-1）。ノンリブバレルでは6.5インチ、8.5インチ、10インチ、12.5インチの4種類が確認されている。

## AMT オートマグシリーズ

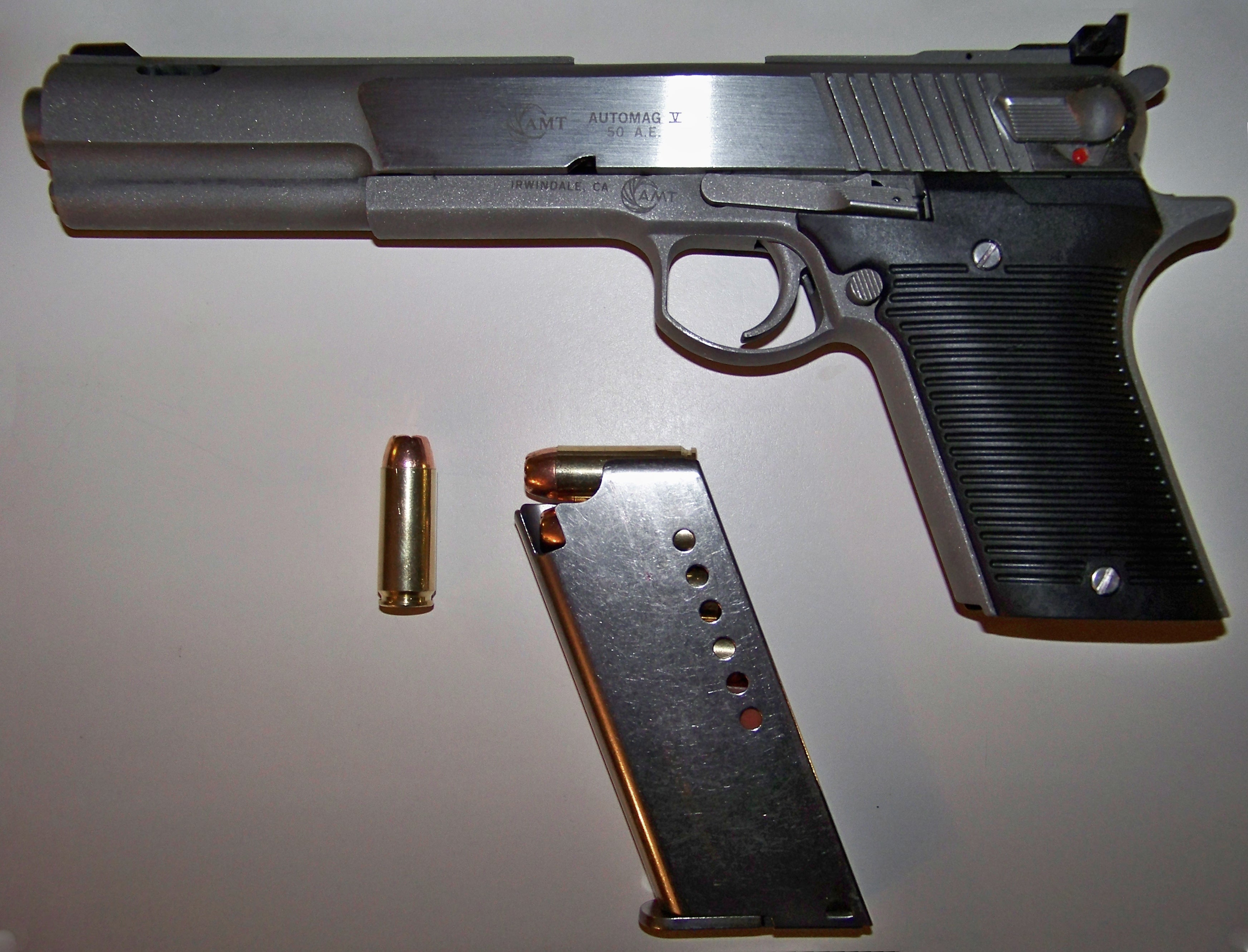
オートマグV

オートマグと同じ設計者ハリー・サンフォードのもと、AMT社（Arcadia Machine and Tool Inc.）からオートマグの後継機種として発売されていた拳銃のシリーズ。「オートマグ」の名を冠しているが、基本的にはコルト・ガバメントのコピーモデルをベースにした銃であり、外観も機構も全く違う物になっている。なお、日本語では区別されないが英語の商品名もオリジナルのスペースの入る「Auto Mag」から「Automag」に変更されている。
オートマグII
1987年に登場。リムファイアカートリッジである「.22WMR弾」（.22 Winchester Magnum Rimfire）を使用する。そのため、作動方式には小口径の拳銃に採用されるストレートブローバックを採用したが、動作不良を起こすことがあった。
他のオートマグシリーズとは違い、小口径の弾薬を使用する拳銃であったことから全長を切りつめたショートモデルも製造された。機構に関しては成功とは言えなかったが、オートマグシリーズの中では比較的人気が高く、2006年に再建されたHIGH-STANDARD社からIIIと共に再発売されている。

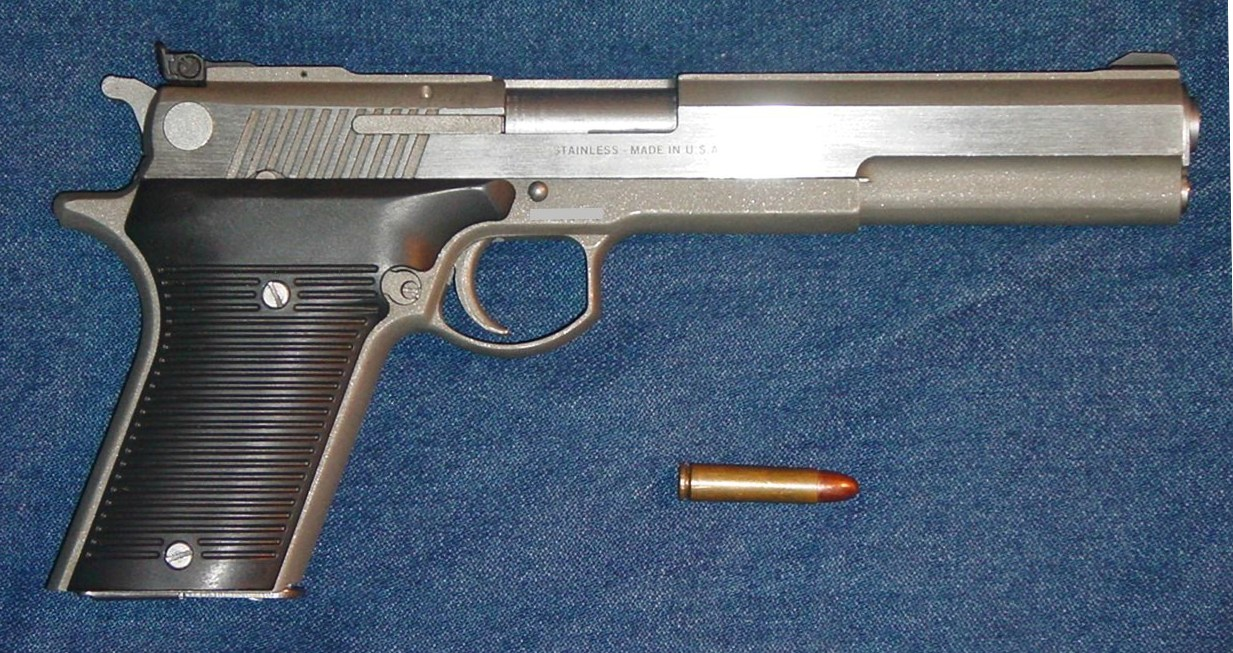
オートマグIII
1992年に登場。M1カービンの使用弾薬である「.30カービン弾」を使用する。.30カービン弾はライフル弾として位置づけられているが、実際はリボルバー用実包を改造したものであり、ライフル弾の中では全長が短く威力も低い。このことから.30カービン弾を拳銃用マグナム弾と見なして採用した。別名「ボディアーマーキラー」。
作動方式はティルトバレルロッキングを用いたショートリコイルであるが、こちらも動作不良を起こすことがあった。カービン弾を収納した弾倉を収めるグリップが前後に長く、握りづらいという不評はあるものの、オートマグシリーズの中ではIIと並んで商業的には比較的成功した。2006年には経営再建したHIGH-STANDARD社からIIと共に再発売されている。
オートマグIV、オートマグV
1993年に登場。IVは「.45ウィンチェスターマグナム弾」、Vはデザートイーグルの使用弾薬として有名な「.50AE弾」を使用する。作動方式はIIIと同じくティルトバレルロッキングシステムであるが、動作不良が多く、現在は生産されていない。
AMT オートマグシリーズは日本においては初代に比べてマイナーな存在であったが、玩具メーカーの東京マルイがオートマグIIIのエアソフトガンを発売したことにより、広く知られることになった。